# Joel Asaph Allen
Joel Asaph Allen (Springfield, 19 de julho de 1838 — Nova Iorque, 29 de agosto de 1921) foi um zoólogo e ornitólogo natural dos Estados Unidos da América. Ele se tornou o primeiro presidente da American Ornithologists' Union, o primeiro curador de pássaros e mamíferos no American Museum of Natural History e o primeiro chefe do Departamento de Ornitologia desse museu. Ele é lembrado pela regra de Allen, que afirma que os corpos dos endotérmicos (animais de sangue quente) variam de forma com o clima, tendo maior área de superfície em climas quentes para perder calor e minimizada área de superfície em climas frios, para conservar o calor

## Juventude
Allen nasceu em Springfield, Massachusetts, filho de Joel Allen e Harriet Trumbull. Ele estudou e coletou espécimes de história natural cedo na vida, mas foi forçado a vender sua coleção relativamente grande para que pudesse frequentar a Wilbraham & Monson Academy em 1861. No ano seguinte, ele foi transferido para a Universidade de Harvard, onde estudou com Louis Agassiz.

## Carreira como colecionador de história natural
Em 1865, ele participou da expedição de seu mentor ao Brasil em 1865 em busca de evidências de uma era glacial naquele país, que Agassiz mais tarde alegou ter encontrado. Depois de retornar a Massachusetts, uma doença crônica o levou a voltar para a fazenda de sua família em Springfield.
Em 1867, a saúde de Allen havia melhorado o suficiente para que ele fizesse uma enxurrada de viagens de coleta, inclusive em Sodus Bay e em Illinois, Michigan e Indiana. Ao retornar a Massachusetts, ele assumiu o cargo de curador de pássaros e mamíferos no Museu de Zoologia Comparativa de Harvard. No inverno de 1868-1869, ele foi um dos dois ornitólogos, o outro sendo Charles Johnson Maynard, a explorar o estado relativamente desconhecido da Flórida, que ainda era um deserto no final da década de 1860.

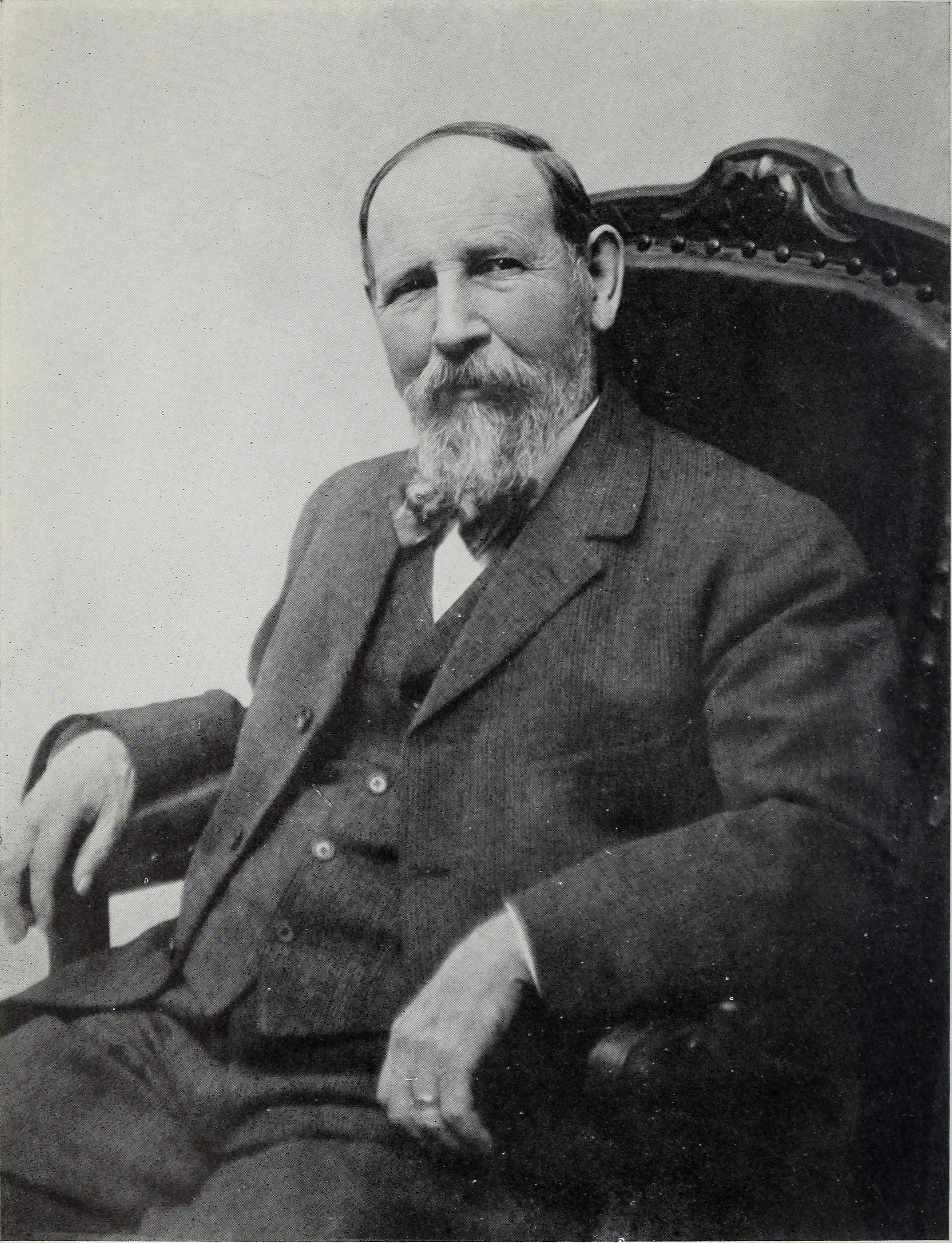
Joel Asaph Allen em 1920

Quando voltou, escreveu uma célebre análise de sua viagem intitulada On the Mammals and Winter Birds of Eastern Florida, publicada em 1871. Nesse mesmo ano, foi eleito Fellow da American Academy of Arts and Sciences.
Nos anos seguintes, Allen se aventurou nas Grandes Planícies, nas Montanhas Rochosas e no Território de Dakota em viagens de coleta para o museu de Harvard. Exceto por uma viagem de coleta de 1882 no Colorado com seu colega ornitólogo William Brewster, Allen nunca mais foi colecionar em campo, principalmente por causa de sua saúde frágil.

## Carreira como pesquisador e historiador natural
Após o fim de seus dias de coleta de campo, Allen dedicou sua vida à pesquisa e publicação editorial. No início do verão de 1876, Allen foi eleito pelo Nuttall Ornithological Club para substituir Charles Johnson Maynard e Henry Augustus Purdie como editor de seu Bulletin. Em 1883, Allen, junto com William Brewster e Elliott Coues, criou a American Ornithologists' Union. Allen, que sofria de problemas de saúde, não pôde comparecer à reunião inaugural, mas foi eleito seu primeiro presidente. Ele também se tornou o editor-chefe de seu jornal, The Auk.
Em 1885, ele foi nomeado o primeiro curador de pássaros e mamíferos no Museu Americano de História Natural de Nova York, mais tarde se tornando o primeiro chefe do Departamento de Ornitologia do museu. Em 1886, ele foi um dos incorporadores da primeira Audubon Society, na cidade de Nova York. Ele foi membro da Associação Americana para o Avanço da Ciência e da Sociedade Filosófica Americana.
As centenas de cartas que Elliott Coues lhe enviou ao longo de muitas décadas constituem uma das pedras angulares da história da ornitologia americana. Allen fez a famosa homenagem a Coues nas páginas de The Auk, o jornal do sindicato, após a morte deste último em 1899. Ele formulou o que agora é conhecido como regra de Allen, declarando uma correlação entre a forma do corpo e o clima, em 1877.

## Obras
- On the Mammals and Winter Birds of Eastern Florida (1871)
- The American Bisons (1876)
- History of the American Bison, Bison americanus (1877)
- Monographs of North American Rodentia (com Elliott Coues 1877)
- History of North American Pinnipedia (1880)
- The Right Whale of the North Atlantic (1883)
- Mammals of Southern Patagonia (1905)
- The Influence of Physical Conditions in the Genesis of Species (1905)
- Ontogenetic and Other Variations in Musk-Oxen (1913)